# Syngnathoides biaculeatus
Syngnathoides biaculeatus là một loài cá trong họ Syngnathidae. Thân cá có màu vàng lục có thể dài đến 25 cm. Nó sống trong các môi trường có cỏ biển và cỏ dại, và ẩn mình ở dạng thẳng đứng ngụy trang giống như cọng cỏ biển. Nó hút con mồi và động vật phù du vì nó không có răng.
Nó được tìm thấy ở Úc, Ai Cập, Fiji, Ấn Độ, Indonesia, Nhật Bản, Madagascar, quần đảo Marshall, Micronesia, Mozambique, quần đảo Bắc Mariana, Papua New Guinea, Philippines, Samoa, quần đảo Solomon, Nam Phi, Brasil, Sri Lanka, Đài Loan, và Tonga.

## Hình ảnh

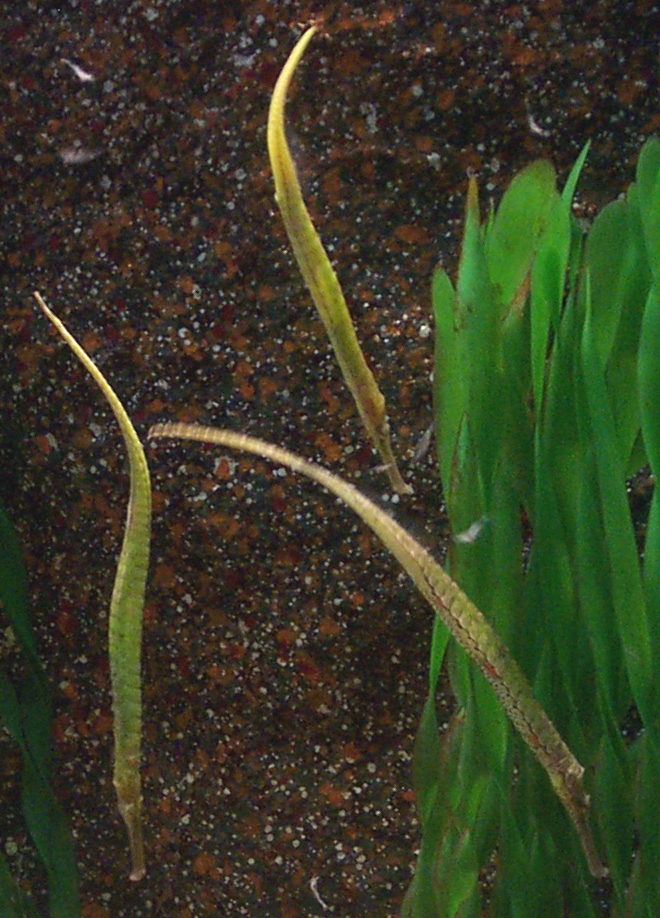
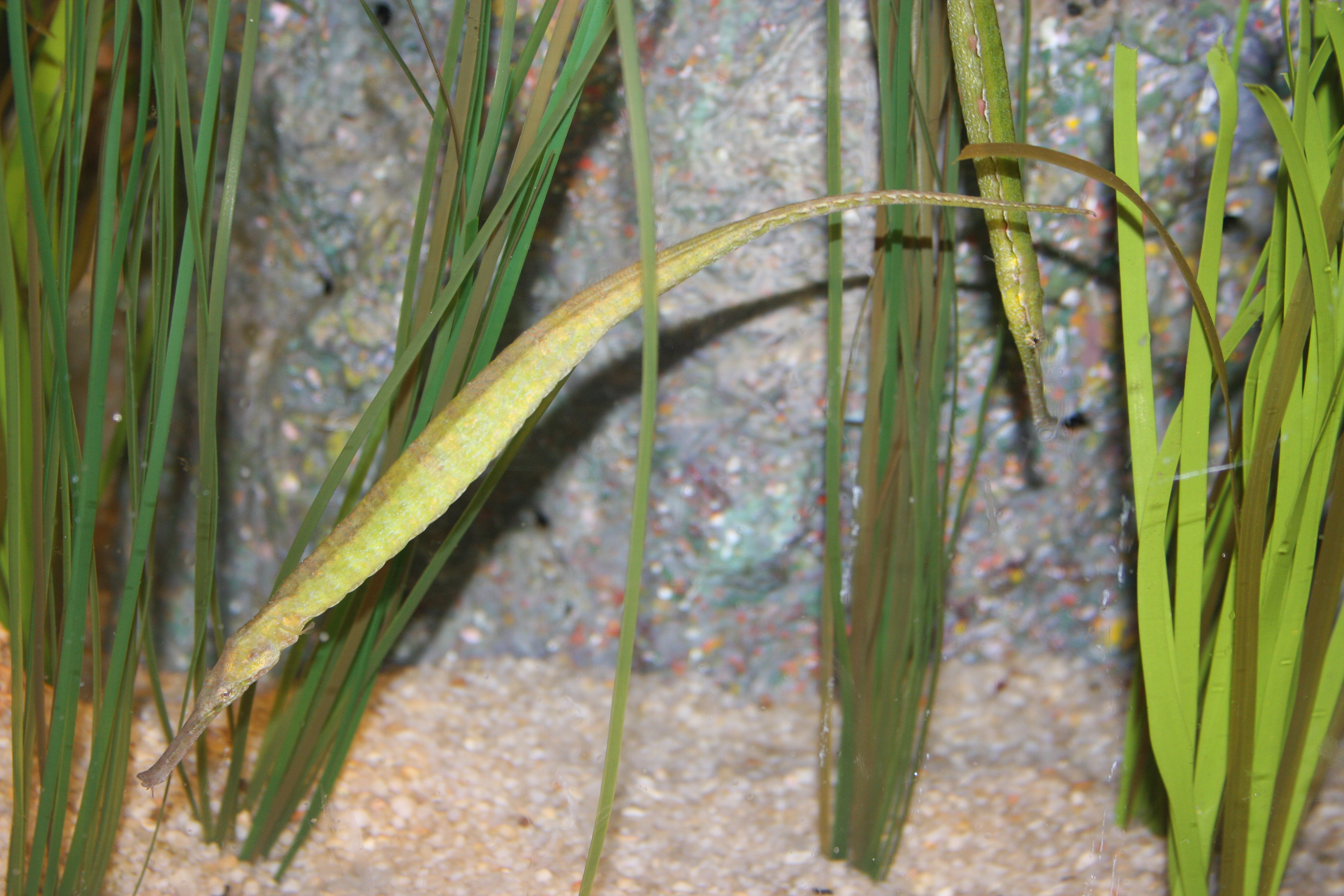
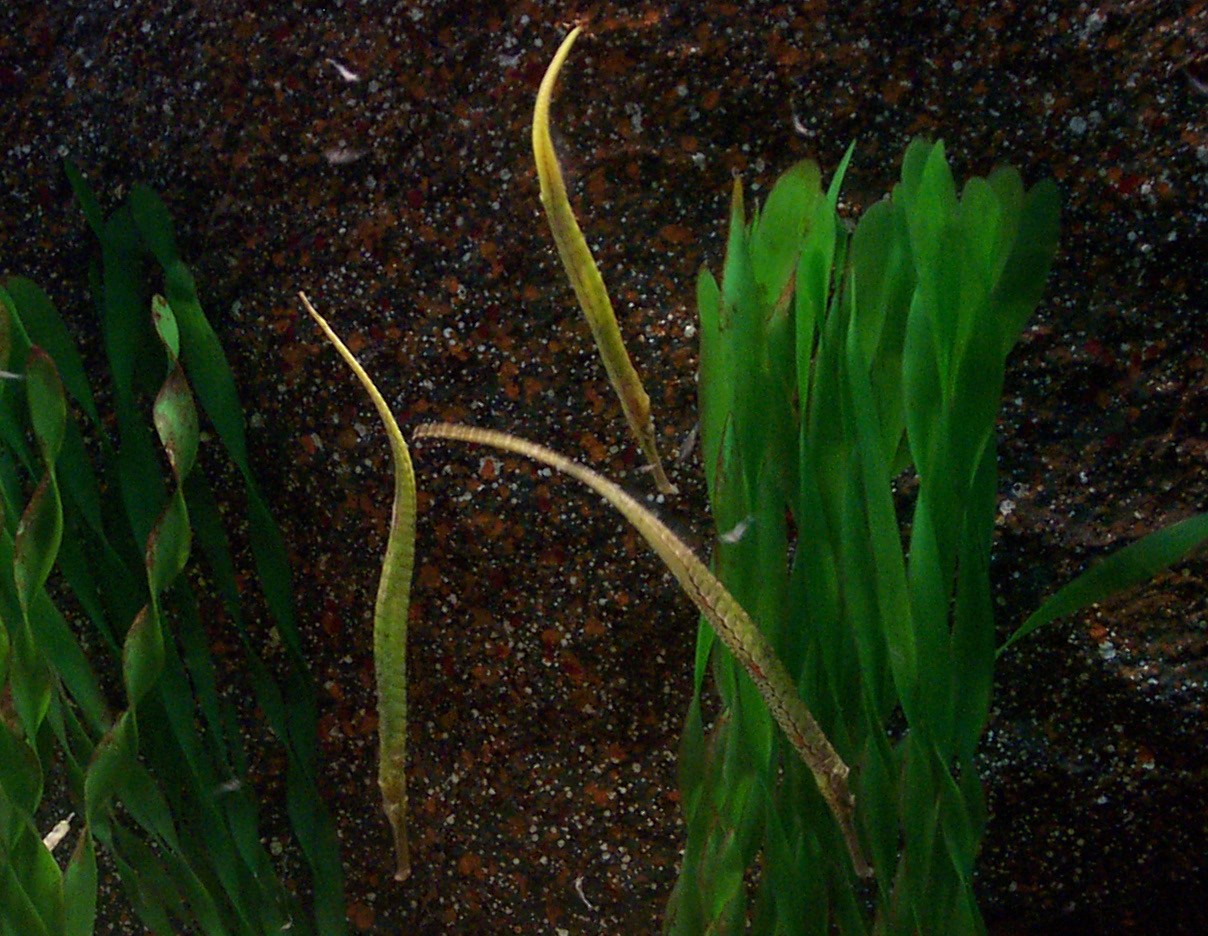
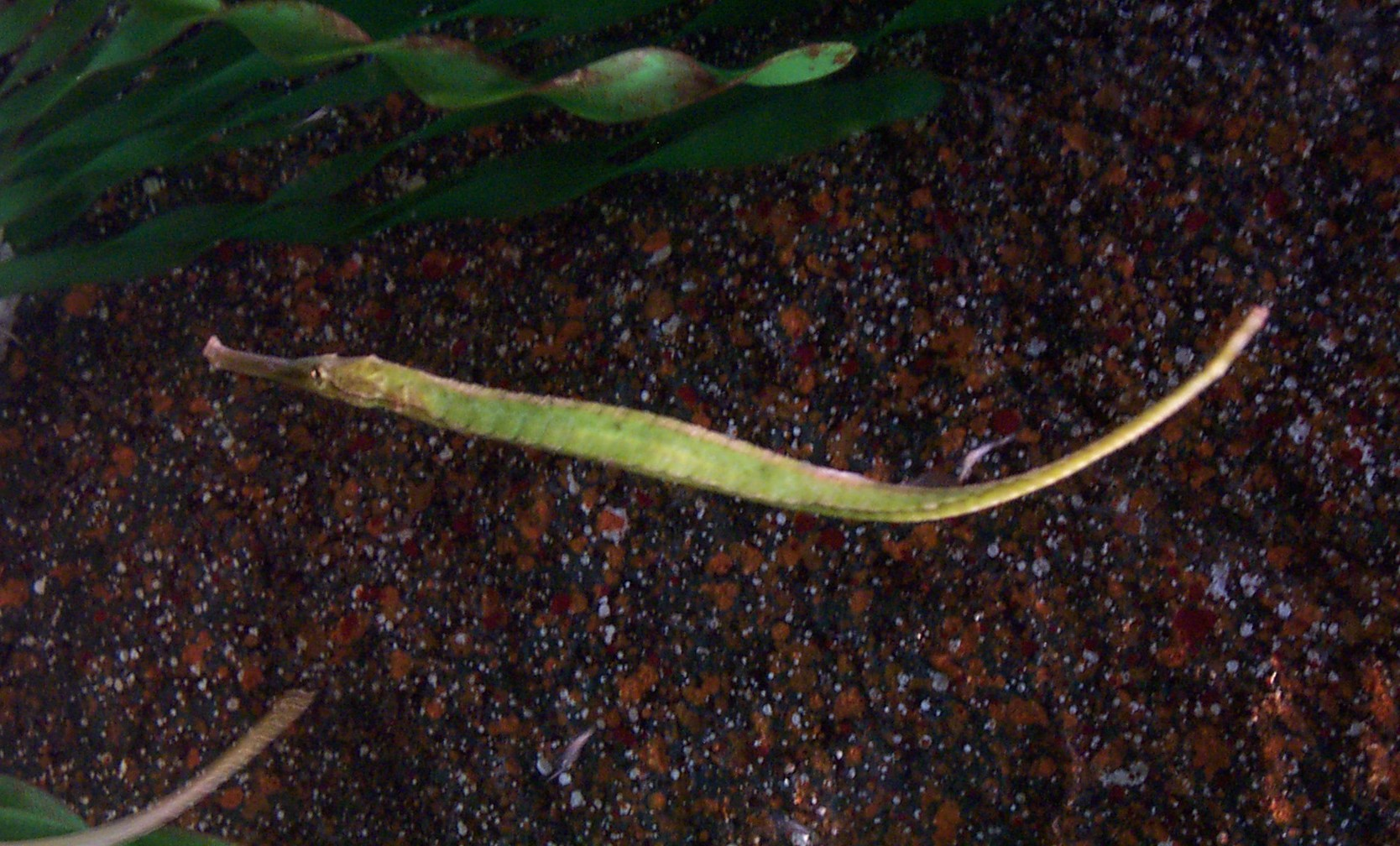